# У Шуан Пу
«У Шуан Пу» (кит. трад. 《無雙譜》, буквально: «Таблица несравненных героев») — книга гравюр на дереве, впервые напечатанная в 1694 году художником Цзинь Ши (кит. 金史), известным как Цзинь Гулян (кит. 金古良) (ок.1625-1695). Эта книга содержит биографии и воображаемые портреты 40 известных героев и героинь от династии Хань до династии Сун, — все они сопровождаются кратким введением и стихотворением в стиле юэфу. Иллюстрации из книги широко распространились и использовались повторно, в том числе на китайском фарфоре XIX века. Цзинь Гулян вдохновлялся Чэнь Хуншоу (1598—1652) и следовал примеру Цуй Цзычжуна (?－1644), возрождавшего жанр «жэньу» и «живопись фигур» Чжоу Вэньцзюя (ок.917-975) и художников династии Сун. Цзинь Гулян составил книгу вместе с резчиком по дереву по имени Чжу Гуй (朱圭). Цзинь говорит в своей книге, что этим героям нет аналогов, «У („нет“) Шуан („параллель“) Пу („книга“)», — они бесподобны.

## Некоторые герои
Чжан Лян; Сян Юй; Дунфан Шо; Чжан Цянь; Сыма Цянь; Дун Сянь; Бань Чао; Бань Чжао; Сунь Цэ; Чжугэ Лян; Тао Юаньмин; Хуа Мулань; У Цзэтянь; Ди Жэньцзе; Ли Бо; Юэ Фэй; Вэнь Тяньсян

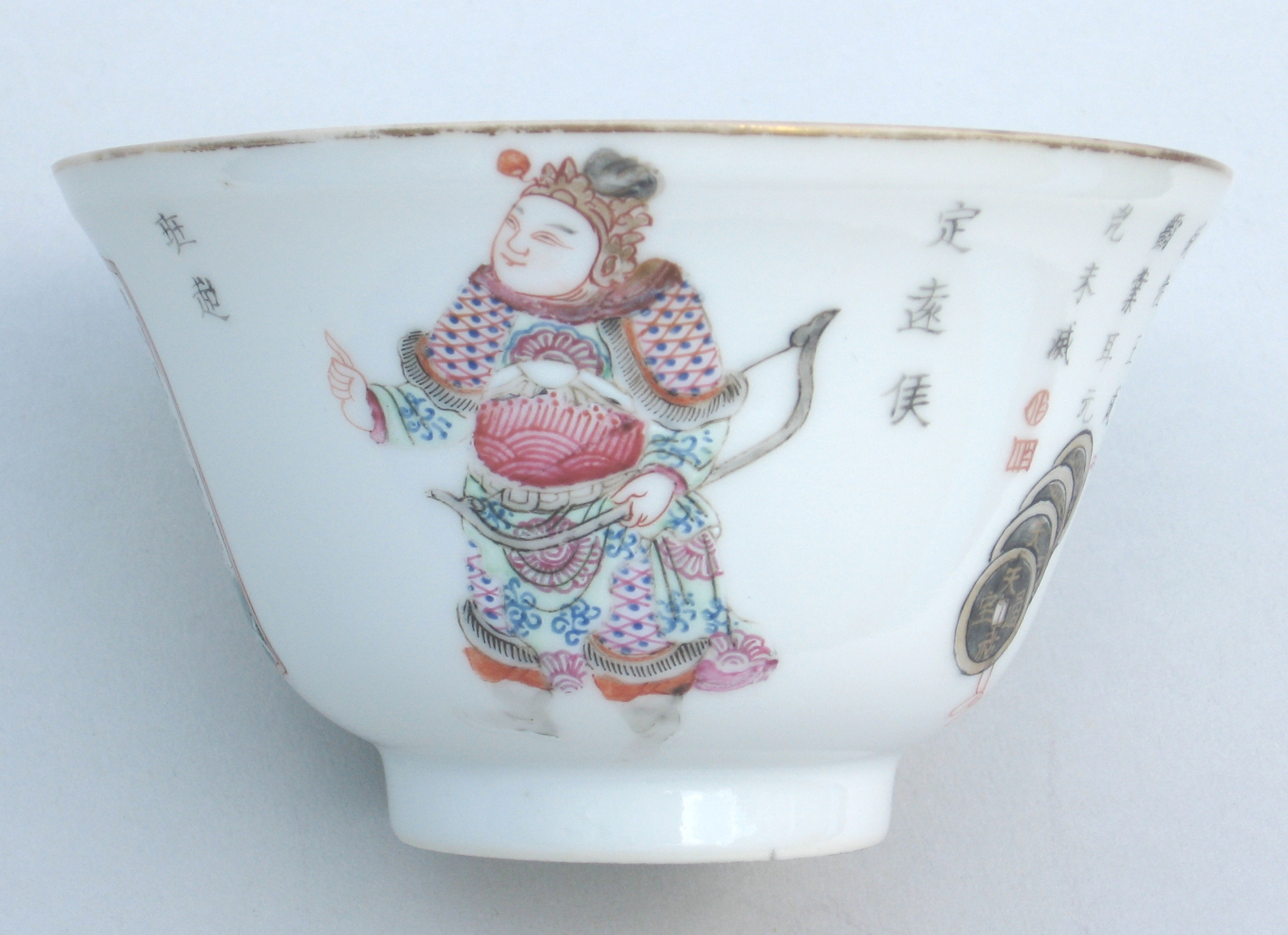
Бань Чао (32-102), генерал Восточной Хань из «Таблицы несравненных героев» («У Шуан Пу») на фарфоровой чаше периода Сяньфэн.

## Избранные переиздания (китайский)
- Цзинь Гулян, У Шуан Пу, Шицзячжуан, Китай (1996) ISBN 7531008157
- Цзинь Гулян, У Шуан Пу, Хэфэй, Китай (2013) ISBN 7212060542

## Избранные переиздания (Английский)
- Арно Якобс, Красота китайского фарфора, символизм и У Шуан Пу (2021) ISBN 9798716899834

## внешняя ссылка
- (китайский язык) У Шуан Пу сайт Энциклопедия Байду
- (английский) У Шуан Пу сайт Мюнхенский центр оцифровки